# Faro de Leça

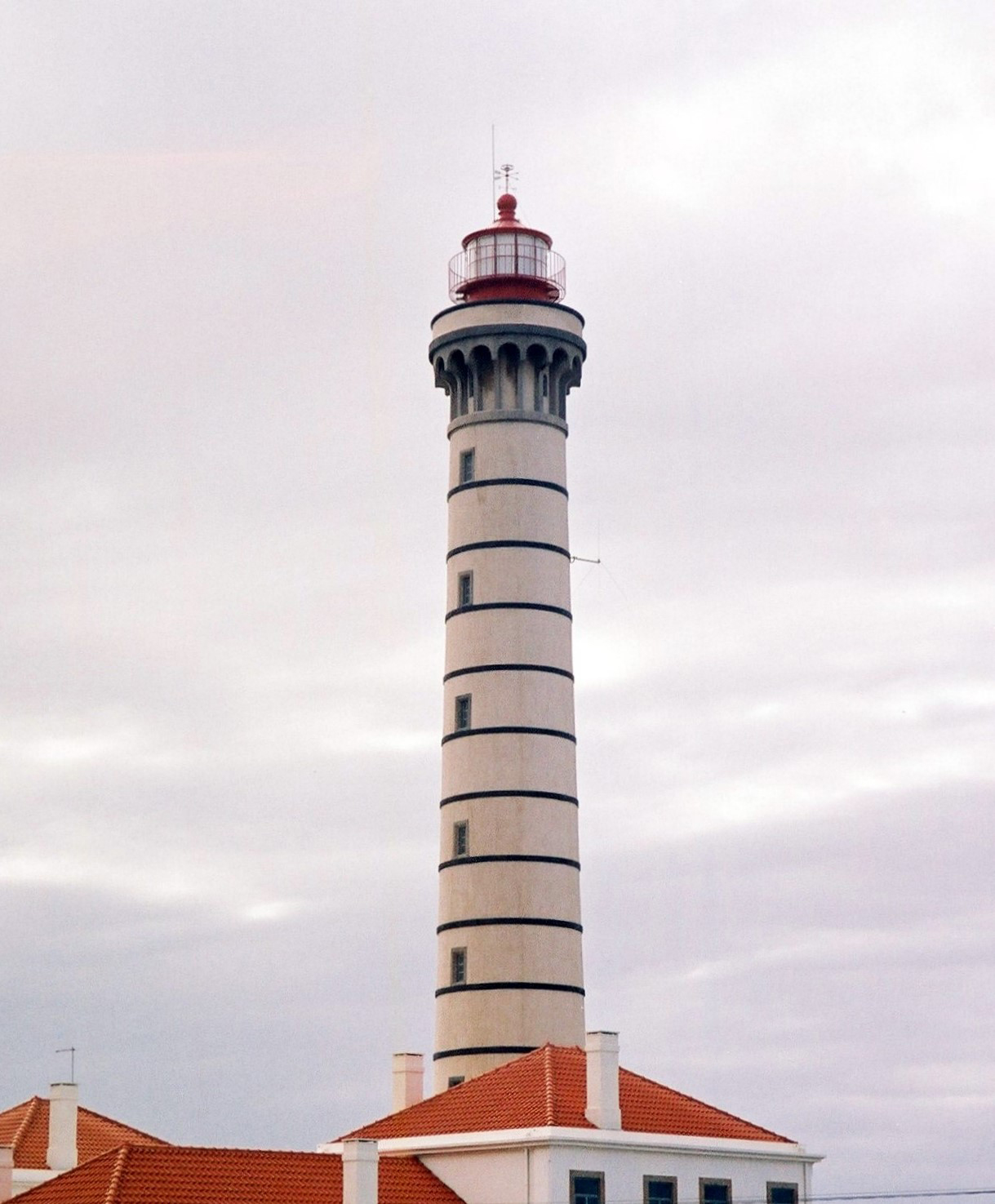
El faro.

El faro de Leça o de Boa Nova es un faro situado en Leça da Palmeira (distrito de Oporto, Portugal]]). Se trata de un cuerpo cilíndrico y blanco de 46 metros de altura con edificios anejos de una y dos plantas. Levantado en 1926, fue inaugurado en febrero de 1927 y automatizado en 1979. Actualmente es el segundo faro más alto de Portugal.
Entre 1916 y 1926 existió, a unos 380 metros al noroeste del actual emplazamiento, una torre cuadrangular blanca rematada con una lintera de la que aún quedan restos de la base, precedente del faro actual. La torre sirvió para experimentos que, una vez concluidos en 1926, fue abandonada, utilizada por una escuela de fareros y finalmente demolida. Dicha torre se recibía el nombre de farolín de Boa Nova, que da su nombre al faro de Leça.
El faro de Leça entró en funcionamiento a título experimental el 15 de diciembre de 1926, siendo inaugurado oficialmente el 20 de febrero del año siguiente. En 2005 comenzó una gran obra de restauración.